# Tobias von Boskowitz und Černahora
Tobias von Boskowitz und Černahora (tschechisch Tobiáš bzw. Dobeš z Boskovic na Černé hoře, auch Tobiáš/Dobeš Černohorský z Boskovic; * 15. Jahrhundert; † 1493) war ein mährischer Adliger. Er entstammte dem Adelsgeschlecht der Herren von Boskowitz und war Mitglied des mährischen Herrenstandes sowie Feldhauptmann des ungarischen Königs Matthias Corvinus und Kaiser Friedrichs III.

## Leben
Tobias von Boskowitz und Černahora, der nach seinem verballhornten Vornamen in den Habsburgischen Erblanden meist Dabis, Dobesch, Dobiasch, Dobusch, Tobesch, Tobiasch oder Tobusch genannt wurde, zeichnete sich vor allem in den Kriegen zwischen Matthias Corvinus und Friedrich III. aus. Er gilt als einer der „fähigsten Heerführer“ des ungarischen Königs, in dessen Namen er 1481 die Städte Mautern an der Donau und Sankt Pölten besetzte.
Im April 1483 gelang ihm die Eroberung Klosterneuburgs, woraufhin Friedrich III. Wien verließ und sich ins sicherere Wiener Neustadt zurückzog. Im Mai 1484 erlitt von Boskowitz und Černahora während eines Sturmversuchs bei der Belagerung von Korneuburg eine schwere Verbrennung, konnte aber dennoch kurz danach an der Schlacht bei Leitzersdorf teilnehmen. Hier bewies er sein Geschick als Truppenführer und verstand es, die schon sicher scheinende ungarische Niederlage doch noch in einen Sieg zu verwandeln. Entscheidenden Anteil hatten die von ihm geführten Truppen auch an der seit Ende 1483 systematisch betriebenen Zernierung Wiens, die schließlich im Juni 1485 zum Fall der Stadt führte.
Die Karriere des Tobias von Boskowitz und Černahora endete jedoch jäh, nachdem während der Belagerung von Kaiserebersdorf in der Nacht zum 18. März 1485 ein Geschoss im Quartier des Ungarnkönigs eingeschlagen war und diesen nur knapp verfehlt hatte. König Matthias vermutete einen Verrat und der Verdacht fiel auf Tobias’ Bruder Jaroslav von Boskowitz und Černahora, den Sekretär des Königs. Als Jaroslav am 10. Dezember 1485 auf dem Hohen Markt in Wien öffentlich enthauptet wurde, wechselte Tobias die Seiten und trat in die Dienste Friedrichs III. Als kaiserlicher Feldhauptmann in Österreich unter der Enns, wie Niederösterreich damals bezeichnet wurde, war er den Habsburgern nach dem Tod des Ungarnkönigs eine große Hilfe bei der Rückgewinnung ihrer Erblande, weil „er vielen ungarischen Soldaten bekannt war und ziemliches Ansehen genoß“. Besonders zeichnete er sich 1490 bei der Rückeroberung Sankt Pöltens aus.
Tobias von Boskowitz und Černahora war seit 1482 mit Hedwig von Rosenberg (1464–1520) verheiratet, einer Tochter Johanns II. von Rosenberg und der Anna von Glogau. Der Ehe entstammten die Töchter Anna, Bohunka und Johanka.